# یچتس (اورگن)
یچتس (به انگلیسی: Yachats) شهری در شهرستان یومتیلا ایالت اورگن است و در سرشماری سال ۲۰۱۱ میلادی، ۶۹۹ نفر جمعیت داشته که نسبت به سال ۲۰۱۰، ۲٫۹ درصد رشد جمعیت داشته‌است.